# Autographa emmetra
Autographa emmetra är en fjärilsart som beskrevs av Claude Dufay 1978. Autographa emmetra ingår i släktet Autographa och familjen nattflyn. Inga underarter finns listade i Catalogue of Life.